# Cylisticus dobati
Cylisticus dobati is een pissebed uit de familie Cylisticidae. De wetenschappelijke naam van de soort is voor het eerst geldig gepubliceerd in 1971 door Strouhal.